# متكاورة
المتكاورة (الاسم العلمي: Sphaerophorus) هي جنس من الفطريات تتبع فصيلة المتكاورات من رتبة اللقنوريات.

## أنواع المتكاورة
- متكاورة إسفينية
- متكاورة إصبعية
- متكاورة أجمية
- متكاورة باتاغونية
- متكاورة تاكرمانية
- متكاورة تايوانية
- متكاورة تيبلية
- متكاورة تيلورية
- متكاورة جامايكية
- متكاورة جنوبية
- متكاورة دودجية
- متكاورة رخوة
- متكاورة رقيقة
- متكاورة سوداء الثمار
- متكاورة صغيرة الأبواغ
- متكاورة طوقية الشكل
- متكاورة عالية
- متكاورة فورموزية
- متكاورة كبيرة الثمار
- متكاورة كروية
- متكاورة كينابالية
- متكاورة مبجلة
- متكاورة مبرقشة
- متكاورة متعددة التفرع
- متكاورة متعددة الثمار
- متكاورة مدغشقرية
- متكاورة مرجانية
- متكاورة مضغوطة
- متكاورة مقرنة
- متكاورة مقطوعة
- متكاورة مميزة
- متكاورة منتشرة
- متكاورة نبيلة
- متكاورة هزيلة
- متكاورة هشة
- متكاورة يانغية